# 佩奇排字機

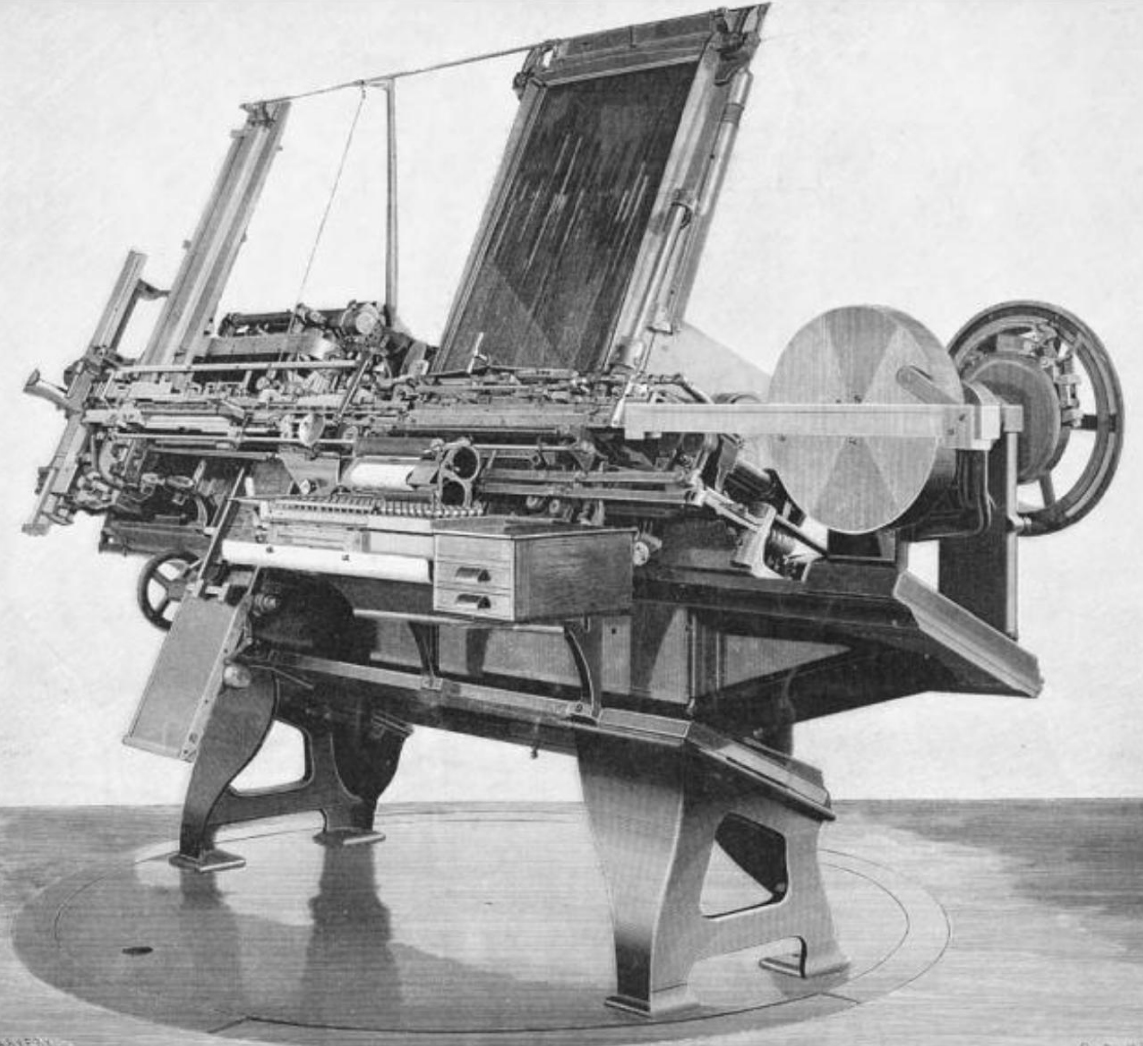
佩奇排字機

佩奇排字機是由詹姆斯·W·佩奇（James W. Paige，1842年—1917年）在1872年至1888年間開發的一項發明。它通过模仿人类的手部动作，代替传统印刷中手动拣选铅字的排字工人。1890年代初，一群發明家與芝加哥的Towner K. Webster簽訂合約，計劃生產3000台排字機。 然而，由於其結構複雜，需要不斷透過試錯進行調整，這台機器的精度遠不如預期，最终未實現盈利。最終，採用熱金屬排版工藝的Linotype排字机成為了市场主流排字設備。
作家馬克·吐溫曾對這項最終失敗的發明投入巨資：高达30萬美元（按2024年物價計算相当于7,874,167美元）。身為前印刷工的吐溫不僅投入了大部分的稿费，還投入了其妻子奧莉維亞·蘭登·克萊門斯繼承的一大笔遗产。弗雷德·卡普兰（Fred Kaplan）认为，他對佩奇排字機及其他發明的過度投資导致了他的家庭陷入财务困境，此次财务危机也是影响其创作风格由乐观转向悲观的原因
韋伯斯特製造公司（Webster Manufacturing）最终只完成了两台机器。紐約電訊晚報評價道：「從機械的角度來看，它非常巧妙和完美；但從商業角度來看，它毫無價值，且是有史以來最昂貴的機器。」這兩臺機器的去向有明确记载：一台机器曾被赠予康奈尔大学，后被送返，并最终于1957年捐赠给馬克·吐溫故居博物館保存至今，另一台（用于1894年测试的型号）则被安置在哥伦比亚大学。Richard Huss认为，後者在第二次世界大战期间被当作废金属回收处理了。

## 外部連結
- ERIC 上的頁面
- 美國專利第157,694号－佩奇開發的前代機器（專利申請於1872年提交）
- 美國專利第547,859号－佩奇排字機專利（專利申請於1882年提交）